# Jesús Liz
Jesús Liz Guiral (Zaragoza, 5 de enero de 1958 - Salamanca, 23 de mayo de 2015) fue un profesor y arqueólogo español.

## Biografía
Nacido en Zaragoza, cursó estudios de Historia en la Universidad de Zaragoza, donde se licenció con una tesis sobre los puentes romanos en el Convento Caesaraugustano; en 1986 se doctoró gracias a la tesis Análisis de la arquitectura antigua del puente, templo y arco de Alcántara, dirigida por Manuel Martín Bueno. Fue profesor en las universidades de Córdoba, León (entre 1988 y 1992) y finalmente Salamanca, donde fue catedrático de arqueología.
Fue colaborador, codirector o director de diversas excavaciones arqueológicas en Gerasa (Jordania), Cávoli (Cerdeña) y Bilbilis (España); también destacó su labor en el yacimiento de Lancia,  al cual dedicó más de quince años de su carrera. Sus trabajos se centraron en arqueología clásica, especialmente lo relacionado con ingeniería y arquitectura romana.

## Obra seleccionada
Libros
- Institución Fernando el Católico, ed. (1985). Puentes romanos en el convento jurídico caesaraugustano. ISBN 84-00-05892-5.
- Fundación San Benito de Alcántara, ed. (1988). El puente de Alcántara. Madrid. ISBN 84-404-3083-3.
- Universidad de León, ed. (1993). Necrópolis tardorromana del campus de Vegazana y las producciones latericias de la Legio VII Gemina. León. ISBN 84-7719-345-2.
- Universidad de León, ed. (1994). Representaciones arquitectónicas en lucernas romanas. León. ISBN 84-7719-414-9.

Artículos
- «Los puentes romanos en La Rioja». Cuadernos de investigación: Historia 9: 147-152. 1983. ISSN 0211-6839.
- «Baelo Claudia». Mélanges de la Casa de Velázquez (20): 487-496. 1984. ISSN 0076-230X.
- «La colección numismática Carlos Bustillo, II». Caesaraugusta (63): 143-160. 1986. ISSN 0007-9502.
- «Los justificantes de diseño y las técnicas de replanteo en obra». Ifigea: revista de la Sección de Geografía e Historia (3-4): 255-262. 1986-1987. ISSN 0213-0149.
- «Sobre el epígrafe funerario de T. Antonivs Aper, hallado en Villagarcía de la Vega (León)». Zephyrus: Revista de prehistoria y arqueología (41-42): 517-522. 1988-1989. ISSN 0514-7336.
- «Noticia sobre la campaña de excavaciones de 1997 en el yacimiento de Lancia (Villasabariego, León, España)». Lancia: revista de prehistoria, arqueología e historia antigua del noroeste peninsular (3): 499-516. 1998-1999. ISSN 1137-8034.
- «Nuevos datos sobre la ciudad de Lancia (Villasabariego, León, España)». Anales de arqueología cordobesa (10): 217-230. 1999. ISSN 1130-9741.
- «Nuevos datos y aportaciones a la secuencia cultural de la ciudad de Lancia (Villasabariego, León, España)». Zephyrus: Revista de prehistoria y arqueología (55): 257-282. 2002. ISSN 0514-7336.
- «Un nuevo miliario en la vía XXIV del Itinerario de Antonino (Vía de la Plata)». Zephyrus: Revista de prehistoria y arqueología (56): 269-274. 2003. ISSN 0514-7336.
- «Sobre el futuro del pasado o de las formas de interrogarlo». Anales de arqueología cordobesa (15): 9-29. 2004. ISSN 1130-9741.
- «Las investigaciones en el yacimiento arqueológico de Lancia (Villasabariego, León) entre los años 2000 y 2005». Lancia: revista de prehistoria, arqueología e historia antigua del noroeste peninsular (6): 103-119. 2004-2005. ISSN 1137-8034.
- «Topografía antigua de la ciudad de Lancia (Villasabariego, León, España)». Zephyrus: Revista de prehistoria y arqueología (60): 241-263. 2007. ISSN 0514-7336.